# Sehereignis
Als  Sehereignis wird eine Erscheinung beschrieben, die der Mensch über seinen visuellen Kognitionsapparat wahrnimmt, also primär ein Bild.

## Wahrnehmungsphysiologie des Sehens
Das Licht gelangt auf lichtempfindliche Zellen (Photorezeptoren) in der Netzhaut (Retina), die die Informationen in elektrische Signale codieren. Diese Signale gelangen nach mehrfacher Verschaltung über den Nervus opticus in das Gehirn und erreichen schließlich den Hinterhauptslappen der Großhirnrinde.
Der Mensch hat physiologisch nie Zugriff auf das optische Abbild, das durch das Auge projiziert wird; ausnahmslos jede visuelle Wahrnehmung durchläuft einen komplexen mehrstufigen Verarbeitungsprozess:
"Das Bild wird nie wieder in dieser Form, in der er auf der Netzhaut war, zusammengesetzt und ist insofern zerstört. Es wird nur noch die codierte Information weiterverarbeitet" (Betz 1974: 42)

## Typologie der Sehereignisse
Grundsätzlich können vier Formen von Sehereignissen unterschieden werden:
1. statische dreidimensionale Sehereignisse, zum Beispiel Skulpturen, Denkmäler, Friese und Architektur;
2. dynamische dreidimensionale Sehereignisse, zum Beispiel Theater, Tanz, Oper, Paraden, Prozessionen, Feuerwerk, Schattenspiele, Ausstellungen, Messen;
3. statische zweidimensionale Sehereignisse, zum Beispiel Bilder auf Stein, auf der Haut, auf der Leinwand, auf Papier oder Film usw.;
4. dynamische zweidimensionale Sehereignisse, in der Regel Bewegte Bilder zum Beispiel Film, Fernsehen, Video

## Funktionen von Sehereignissen
Sehereignisse haben eine bestimmte Funktion; siehe dazu Bildfunktion.